# Дельта Самура
Дельта Самура — уникальный физико-географический район, в котором умеренно-субтропические леса подходят непосредственно к береговой линии Каспийского моря. Большая часть дельты расположена в РФ, меньшая — в Азербайджане. На северо-востоке ограничена береговой линией Каспийского моря с развитой полосой пляжных песков. Площадь дельты составляет около 800 км², из них около 230 км² занимают особо охраняемые территории обоих государств. C 1935 года частью дельты Самура стали низовья реки Гюльгерычай. Образовалась во время новокаспийской трансгрессии в первую фазу атлантического периода голоцена. Классифицируется как внутренняя малорукавная клювовидная дельта прибойного типа с открытым взморьем.

## Гидрография
Основное русло Самура распадается на два главных рукава: Большой Самур длиной 9,3 км и более длинный Малый Самур (также известный как Подсамурок) протяжённостью более 11,5 км до впадения в него реки Гюльгерычай; через 6,3 км их воды впадают в Каспийское море. Из-за постоянного выдвижения дельты в море и меандрирования, общая длина Малого Самура постоянно растёт и в настоящее время (2016) превышает 24 км. Кроме того, в лесах заказника внутри территории самой дельты на поверхность выходит огромное количество родников, превращающихся в небольшие ручьи и речушки общей протяжённостью до 50 км и более. Часто их объединяют под общим названием название Карасу. По одной из этих речек проходит граница между РФ и Азербайджаном. После прорыва в 2002 году русла Малого Самура в северном направлении здесь в акваторию Каспийского моря начала выдвигаться новая активно растущая дельта.

## Флора
Большую часть дельты занимает Самурский лес, который делится на прибрежные заливаемые участки (тугаи) и низинные незаливаемые леса. На заболоченных участках встречается лотос. В дельте Самура можно выращивать такие субтропические культуры, как маслины, лавровишня, миндаль обыкновенный, дуб каштанолистный. Успешно акклиматизировались здесь эвкалипт, бархат амурский, гледичия, грецкий орех. Является важнейшим местом зимовки и остановки перелётных птиц. До 1930-х годов в дельте встречалась полосатая гиена. С другой стороны, во второй половине XX века дельту освоил акклиматизированный здесь енот-полоскун. Также дельта Самура является единственным местом в России где фиксируется сирийская чесночница.

## Климат
Среднегодовая температура воздуха +13,6°, снежный покров практически отсутствует. Господствует сухой средиземноморский климат. Средняя температура всех месяцев года положительна, в том числе и в январе она составляет около +3,5 °С, в том числе и средний минимум января +1,0 °С. При относительно небольшом количестве осадков (350 мм), влажность воздуха здесь довольно высока (на 5-10 % выше по сравнению с Дербентом, но на 5-10 % ниже чем в районе Сочи). В дельте Самура преобладают лугово-лесные, светло-каштановые, луговые и лугово-болотные почвы. Солончаков и солонцов почти нет. Аллювий достигает толщины 15 м и более.

## Охранные меры
В 1982 году участок дельты Самура площадью 11,2 тысячи га федерального значения получил название Самурский государственный природный заказник, в 2019 году преобразованный в национальный парк. На смежной трансграничной стороне республики Азербайджан в 2012 году создан Самур-Яламинский национальный парк, по правому берегу рукава Ялама. Из-за антропогенного воздействия обостряется проблема усыхания дельты: к концу лета практически все рукава, кроме основных, остаются без стока, поскольку выше по течению на технические нужды и орошения территории Азербайджана и Дагестана из реки отводится до 80 % стока, хотя предусмотренный экологический минимум составляет 31—33 %. Ежегодный приток вод в дельту реки в начале XX века составлял около 2,5 км³ в год. В настоящее время из-за отвода воды он не превышает 1,5 кубокилометра. Под доньями высохших русел сохраняется, однако, значительный подземный сток.